# Ceilhes-et-Rocozels
Ceilhes-et-Rocozels település Franciaországban, Hérault megyében. Lakosainak száma 247 fő (2022. január 1.). Ceilhes-et-Rocozels Montagnol, Fondamente, Tauriac-de-Camarès, Avène, Joncels és Roqueredonde községekkel határos.

## Népesség
A település népességének változása:
| Lakosok száma | 397  | 358  | 283  | 305  | 306  | 317  | 324  | 329  | 302  | 247  |
|               | 1968 | 1982 | 1990 | 2006 | 2013 | 2015 | 2017 | 2019 | 2020 | 2022 |